# محمد عبد الغني العويوي
"محمد عبد الغني" عبد الرازق عبد الخالق العويوي رجل قانون وقاضي فلسطيني. عمل نائبًا عامًا لدولة فلسطين بين عامي 2012 و2016، ويشغل حاليًا منصب رئيس مجلس القضاء الأعلى الفلسطيني منذ مارس 2024.

## حياته
أنهى العويوي الدراسة الثانوية العامة عام 1974 من المدرسة الإبراهيمية في مدينة الخليل. حصل على شهادة البكالوريوس في الحقوق عام 1978 من جامعة محمد الخامس المغربية.
عمل محاميًا بين عامي 1980 و1995.
في عام 1995 بدأ العمل في القضاء الحكومي الفلسطيني وتدرج من قاضي صلح ثم قاضي بداية إلى رئيس محكمة ونائب عام مساعد عام 2005.
عُين في 20 نوفمبر 2012 نائبًا عامًا.
لاحقًا عُيِّن قاضيًا في المحكمة العليا الفلسطينية ثم في عام 2019 عُين عضوًا في المحكمة الدستورية العليا الفلسطينية.
في 17 مارس 2024، عُين رئيسًا لمجلس القضاء الأعلى الفلسطيني، ورئيسًا للمحكمة العليا الفلسطينية ومحكمة النقض. أدى اليمين القانونية في 18 مارس 2024.